# 아란차 산체스 비카리오
아란사수 이사벨 마리아 산체스 비카리오(Aránzazu "Arantxa" Isabel Maria Sánchez Vicario, 1971년 12월 18일 ~ )는 전 세계 랭킹 1위였던 스페인의 은퇴한 프로 테니스 선수이다. 그녀는 그랜드 슬램 대회 단식에서 4회, 복식에서 6회, 혼합 복식에서 4회 우승했다.

## 선수 경력
산체스 비카리오는 4살 때 친오빠인 에밀리오 산체스와 자비에 산체스를 따라 벽에다 공을 치면서 테니스를 배우기 시작했다. 그녀의 오빠들도 훗날 그녀와 마찬가지로 프로 선수가 되었다. 17세 때는 1989년 프랑스 오픈 단식에서 당시 세계 랭킹 1위였던 슈테피 그라프를 꺾고 우승하면서 이 대회 최연소 여자 단식 우승 기록을 세웠다. 이 기록은 이듬해인 1990년 모니카 셀레스가 16세의 나이로 우승하면서 깨졌다.
그녀는 이후 특유의 끈질기고 쉽게 포기하지 않는 플레이로 점차 실력을 인정받기 시작했다. 미국의 유명한 테니스 해설자였던 버드 콜린스는 그녀에 대해, "정말로 받기 불가능할 것 같은 볼까지도 넘기고 또 넘겨서 결국 상대로 하여금 기가 질리게 만든다"라고 평가하면서, 그녀에게 바르셀로나 범블비(Barcelona Bumblebee)라는 별명을 붙여주기도 했다.
그녀는 1990년과 2002년에 호프만 컵 대회 스페인 대표선수로 출전하기도 했다.
그녀는 2002년 11월 은퇴할 때까지 통산 29개의 단식 타이틀과 69개의 복식 타이틀을 획득했다. 그는 첫 은퇴 후 2004년에 잠시 투어에 복귀하여 2004년 하계 올림픽을 비롯한 몇 개 대회의 복식 경기에 출전하면서 하계 올림픽 역사상 5개 대회에 출전한 유일한 테니스 선수가 되었다. 그녀는 1988년부터 2004년까지 5개 하계 올림픽 테니스에 출전하여 은메달과 동메달을 각각 2개씩 획득하였다.
2005년 미국의 테니스 잡지 '테니스 매거진'(TENNIS Magazine)은 'TENNIS 매거진이 선정한 역사상 가장 위대한 테니스 선수 40인' 중에서 산체스 비카리오를 27위에 올렸다. 그녀는 2007년 국제 테니스 명예의 전당에 헌액되었다. 그녀가 명예의 전당에 헌액된 것은 스페인 선수로는 역대 3번째였으며, 스페인의 여자 선수 중에서는 첫 번째였다,
2009년, 그녀는 마드리드 마스터스 대회의 새로운 경기장으로서 스페인 마드리드에 지어진 카자 마지카의 개막 행사에 참석하였다. 이 개폐식 지붕 설비를 갖추고 있는 경기장에는 총 세 개의 클레이 코트가 있는데, 이 중 두 번째 코트의 이름은 그녀의 업적을 기념하여 '산체스 비카리오 코트'로 명명되었다.

## 타이틀 (98)

### 단식 (29)
| 대회 종류             |
| 그랜드 슬램 (4)       |
| WTA 투어 챔피언십 (0) |
| 티어 I (6)            |
| 티어 II (12)          |
| 티어 III (3)          |
| 티어 IV-V (4)         |

| 코트 종류별 타이틀 |
| 하드 (8)           |
| 클레이 (19)        |
| 잔디 (1)           |
| 카펫 (1)           |

| No. | 일시            | 대회명                                         | 장소                                 | 코트     | 결승 상대             | 스코어              |
| 1.  | 1988년 7월 11일 | Belgian Open                                   | 브뤼셀, 벨기에                       | 클레이   | 라파엘라 레기         | 6-0, 7-5            |
| 2.  | 1989년 4월 25일 | International Championships of Spain (1)       | 바르셀로나, 스페인                   | 클레이   | 헬렌 켈레시           | 6-2, 5-7, 6-1       |
| 3.  | 1989년 6월 11일 | 프랑스 오픈 (1)                                | 파리                                 | 클레이   | 슈테피 그라프         | 7-6(6), 3-6, 7-5    |
| 4.  | 1990년 4월 29일 | International Championships of Spain (2)       | 바르셀로나, 스페인                   | 클레이   | 이사벨 쿠에토         | 6-4, 6-2            |
| 5.  | 1990년 7월 22일 | Virginia Slims of Newport                      | 뉴포트, 로드아일랜드주, 미국         | 잔디     | 조 두리               | 7-6(2), 4-6, 7-5    |
| 6.  | 1991년 8월 25일 | Virginia Slims of Washington                   | 워싱턴 D.C., 미국                    | 하드     | 카테리나 말리바       | 6-2, 7-5            |
| 7.  | 1992년 3월 22일 | Lipton International Players Championships (1) | 키 비스케인, 플로리다 주, 미국       | 하드     | 가브리엘라 사바티니   | 6-1, 6-4            |
| 8.  | 1992년 8월 23일 | Matinee Ltd. - Canadian Open (1)               | 몬트리얼, 캐나다                     | 하드     | 모니카 셀레스         | 6-3, 4-6, 6-4       |
| 9.  | 1993년 3월 21일 | Lipton International Players Championships (2) | 키 비스케인, 플로리다 주, 미국       | 하드     | 슈테피 그라프         | 6-4, 3-6, 6-3       |
| 10. | 1993년 4월 11일 | Bausch & Lomb Championships (1)                | 아멜리아 아일랜드, 플로리다 주, 미국 | 클레이   | 가브리엘라 사바티니   | 6-2, 5-7, 6-2       |
| 11. | 1993년 4월 25일 | International Championships of Spain (3)       | 바르셀로나, 스페인                   | 클레이   | 콘치타 마르티네스     | 6-1, 6-4            |
| 12. | 1993년 5월 2일  | Citizen Cup (1)                                | 함부르크, 독일                       | 클레이   | 슈테피 그라프         | 6-3, 6-3            |
| 13. | 1994년 4월 10일 | Bausch & Lomb Championships (2)                | 아멜리아 아일랜드, 플로리다 주, 미국 | 클레이   | 가브리엘라 사바티니   | 6-1, 6-4            |
| 14. | 1994년 4월 24일 | International Championships of Spain (4)       | 바르셀로나, 스페인                   | 클레이   | 이바 마욜리           | 6-0, 6-2            |
| 15. | 1994년 5월 1일  | Citizen Cup (2)                                | 함부르크, 독일                       | 클레이   | 슈테피 그라프         | 4-6, 7-6(3), 7-6(6) |
| 16. | 1994년 6월 5일  | 프랑스 오픈 (2)                                | 파리                                 | 클레이   | 마리 피에르스         | 6-4, 6-4            |
| 17. | 1994년 8월 21일 | Matinee Ltd. International - Canadian Open (2) | 몬트리얼, 캐나다                     | 하드     | 슈테피 그라프         | 7-5, 1-6, 7-6(4)    |
| 18. | 1994년 9월 11일 | US 오픈                                        | 뉴욕                                 | 하드     | 슈테피 그라프         | 1-6, 7-6(3), 6-4    |
| 19. | 1994년 9월 25일 | Nichirei International Championships           | 도쿄, 일본                           | 하드 (I) | 에이미 프레이저       | 6-1, 6-2            |
| 20. | 1994년 11월 6일 | Bank of the West Classic                       | 오클랜드, 미국                       | 카펫 (I) | 마르티나 나브라틸로바 | 1-6, 7-6(5), 7-6(3) |
| 21. | 1995년 4월 30일 | Ford International Championships of Spain (5)  | 바르셀로나, 스페인                   | 클레이   | 이바 마욜리           | 5-7, 6-0, 6-2       |
| 22. | 1995년 5월 21일 | German Open                                    | 베를린, 독일                         | 클레이   | 막달레나 말리바       | 6-4, 6-1            |
| 23. | 1996년 4월 7일  | Family Circle Magazine Cup                     | 힐튼 헤드, 사우스캐롤라이나 주, 미국 | 클레이   | 바바라 파울루스       | 6-2, 2-6, 6-2       |
| 24. | 1996년 5월 5일  | Rexona Cup (3)                                 | 함부르크, 독일                       | 클레이   | 콘치타 마르티네스     | 4-6, 7-6(4), 6-0    |
| 25. | 1998년 1월 18일 | Sydney International                           | 시드니, 오스트레일리아               | 하드     | 비너스 윌리엄스       | 6-1, 6-3            |
| 26. | 1998년 6월 7일  | 프랑스 오픈 (3)                                | 파리                                 | 클레이   | 모니카 셀레스         | 7-6(5), 0-6, 6-2    |
| 27. | 1999년 4월 25일 | Dreamland Egypt Classic                        | 카이로, 이집트                       | 클레이   | 이리나 스피를레야     | 6-1, 6-0            |
| 28. | 200년 4월 8일   | Porto Open                                     | 포르토, 포르투갈                     | 클레이   | 마구이 세레나         | 6-3, 6-1            |
| 29. | 2001년 5월 26일 | Open de Espana Villa de Madrid                 | 마드리드, 스페인                     | 클레이   | 앙헬레스 몬톨리오     | 7-5, 6-0            |

### 복식 (69)
※ 그랜드 슬램 대회는 굵은 글씨로 표시되어 있음.
| - 1986: Athens (파트너: 이사벨 쿠에토) - 1990: Hilton Head (파트너: 마르티나 나브라틸로바) - 1990: Amelia Island (파트너: 메르세데스 파스) - 1990: Tampa (파트너: 메르세데스 파스) - 1990: Barcelona (파트너: 메르세데스 파스) - 1991: Sydney (파트너: 헬레나 수코바) - 1991: Amelia Island(파트너: 헬레나 수코바) - 1991: Barcelona (파트너: 마르티나 나브라틸로바) - 1992: Sydney (파트너: 헬레나 수코바) - 1992: 호주 오픈 (파트너: 헬레나 수코바) - 1992: Tokyo Pan Pacific (파트너: 헬레나 수코바) - 1992: Key Biscayne (파트너: 라리사 네일랜드) - 1992: Hilton Head (파트너: 나타샤 즈베레바) - 1992: Amelia Island (파트너: 나타샤 즈베레바) - 1992: Barcelona (파트너: 콘치타 마르티네스) - 1992: Manhattan Beach (파트너: 헬레나 수코바) - 1992: Fildestadt (파트너: 헬레나 수코바) - 1992: Virginia Slims Championships (파트너: 헬레나 수코바) - 1993: Barcelona (파트너: 콘치타 마르티네스) - 1993: Rome (파트너: 야나 노보트나) - 1993: Manhattan Beach (파트너: 헬레나 수코바) - 1993: US 오픈 (파트너: 헬레나 수코바) - 1993: Essen (파트너: 헬레나 수코바) - 1994: Delray Beach (파트너: 야나 노보트나) - 1994: Wesley Chapel (파트너: 야나 노보트나) - 1994: Hilton Head (파트너: 로리 맥네일) - 1994: Amelia Island (파트너: 라리사 네일랜드) - 1994: Barcelona (파트너: 라리사 네일랜드) - 1994: Hamburg (파트너: 야나 노보트나) - 1994: San Diego (파트너: 야나 노보트나) - 1994: Montreal (파트너: 메레디스 맥그래스) - 1994: US 오픈 (파트너: 야나 노보트나) - 1994: Tokyo Nichirei International (파트너: 쥘리 알라르) - 1994: Oakland (파트너: 린제이 데이븐포트) - 1995: 호주 오픈 (파트너: 야나 노보트나) | - 1995: Key Biscayne (파트너: 야나 노보트나) - 1995: Barcelona (파트너: 라리사 네일랜드) - 1995: Eastbourne (파트너: 야나 노보트나) - 1995: 윔블던 (파트너: 야나 노보트나) - 1995: WTA Championships (파트너: 야나 노보트나) - 1996: 호주 오픈 (파트너: 챈더 루빈) - 1996: Key Biscayne (파트너: 야나 노보트나) - 1996: Hilton Head (파트너: 야나 노보트나) - 1996: Amelia Island (파트너: 챈더 루빈) - 1996: Hamburg (파트너: 브랜다 슐츠맥카시) - 1996: Rome (파트너: Irina Spirlea) - 1996: Madrid (파트너: 야나 노보트나) - 1996: Eastbourne (파트너: 야나 노보트나) - 1996: Montreal (파트너: 라리사 네일랜드) - 1997: Sydney (파트너: 히히 페르난데스) - 1997: Key Biscayne (파트너: 나타샤 즈베레바) - 1997: Madrid (파트너: 메리 조 페르난데스) - 1997: San Diego (파트너: 마르티나 힝기스) - 1997: Filderstadt (파트너: 마르티나 힝기스) - 1997: Zurich (파트너: 마르티나 힝기스) - 1997: Moscow (파트너: 나타샤 즈베레바) - 1999: Cairo (파트너: 로랑스 코르트와) - 1999: Hamburg (파트너: 라리사 네일랜드) - 1999: Los Angeles (파트너: 라리사 네일랜드) - 2000: Berlin (파트너: 콘치타 마르티네스) - 2000: Leipzig (파트너: en:Anne-Gaelle Sidot) - 2001: Key Biscayne (파트너: 나탈리 토지아) - 2002: Doha (파트너: 자넷 한투코바) - 2002: Amelia Island (파트너: 다니엘라 한투코바) - 2002: Sopot (파트너: 스베틀라나 쿠즈네초바) - 2002: Helsinki (파트너: 스베틀라나 쿠즈네초바) - 2002: New Haven (파트너: 다니엘라 한투코바) - 2002: Tokyo Princess Cup (파트너: 스베틀라나 쿠즈네초바) - 2004: Palermo (파트너: 아나벨 메디나 가리게스) |